# Japalura major
Espèce
Synonymes
- Oreocalotes major Jerdon, 1870

Japalura major est une espèce de sauriens de la famille des Agamidae.

## Répartition
Cette espèce se rencontre au Népal et en Himachal Pradesh en Inde.

## Publication originale
- Jerdon, 1870 : Notes on Indian Herpetology. Proceedings of the Asiatic Society of Bengal, vol. 1870, p. 66-85 (texte intégral).